# Milos Twilight
Milos Twilight es un productor y director de cine argentino radicado en Estados Unidos y residente en Los Ángeles, California. Es reconocido por ser el director de videos musicales para Prince y David Bowie, además de comerciales de TV para firmas como Coca-Cola, Mercedes Benz y Apple.
Nacido en Argentina, desde su adolescencia se trasladó a Europa para desarrollar su carrera artística. En la década de los 90, comenzó su viaje al mundo del cine realizando efectos visuales para compañías como Digital Domain y Industrial Light and Magic, en películas como "El Quinto Elemento", "Titanic" y "Apollo 13". En 1999 lanzó su primer largometraje llamado "Peligro Nuclear", considerada por las críticas como una de las mejores películas que se haya hecho sobre la guerra de las Malvinas. La misma fue seguida por una secuela, Héroes del Silencio. Desde 2005, comenzó a trabajar para HBO en los Estados Unidos, para el canal SyFy en Francia e Inglaterra, y para el canal Universal Studios en Europa oriental.
Desarrolló varias películas de culto, como Aliens Gone Wild, Sharknado y She Alien. Según el canal Syfy (de Francia), en una encuesta realizada en 2016, sus películas se encuentran entre las 50 más populares que se han visto en la emisora. Su film Asesinas Góticas ganó varios premios participando en más de 20 festivales de cine; estrenada en más de 30 territorios, como Turquía, Rusia, España, China, República Checa y Alemania. Desde 2007, ha estado trabajando en una serie de películas basadas en Manga (en algunos de estos casos son las primeras en la historia del cine hechas con actores reales): Acuario, la primera de ellas, se produjo utilizando una técnica llamada "Real@Manga ©". En noviembre de 2016, lanzó internacionalmente la película documental Hijos del Polvo de Ladrillo, que condensa toda la historia del tenis argentino, desde sus orígenes hasta la obtención de la Copa Davis en 2016.
Actualmente se encuentra realizando la producción de la película Liebestraum, basada en la vida de Frederic Chopin, Franz Liszt y Maria Taglioni.
Durante su carrera, Milos Twilight dirigió varios comerciales de televisión para marcas como Apple, Coca-Cola, Ford, Mercedes Benz, Volkswagen, Budweiser, McDonald's, Target, varias campañas presidenciales en América y Europa, así como videos musicales para artistas como Prince, Bon Jovi, Elton John y David Bowie, entre otros.
Milos Twilight es el único director en Hollywood cuya filmografía de ficción completa consiste de personajes principales femeninos, algo que últimamente se ha convertido en una tendencia en Hollywood gracias al movimiento #metoo.

## Biografía

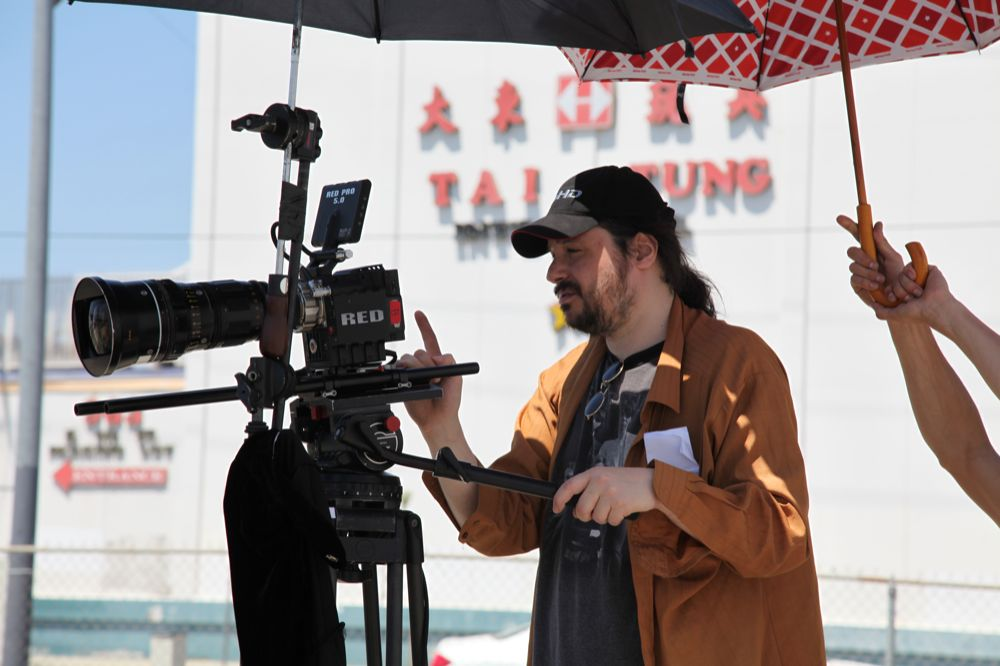
Milos Twilight en Hong Kong filmando Aquarius

### Primeras Películas

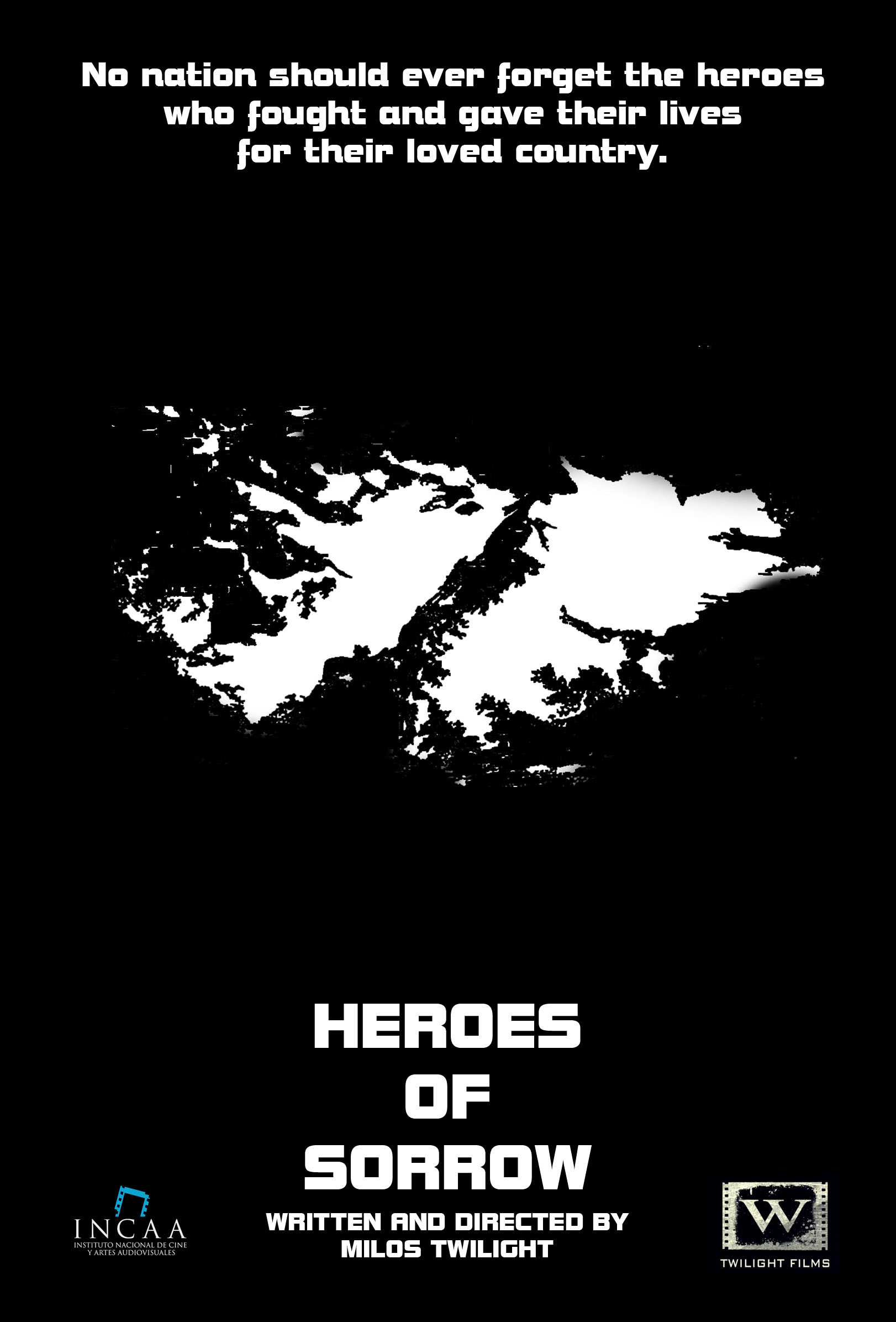
"Heroes del Silencio" Directed by Milos Twilight

A comienzos de 1996, mientas se encontraba trabajando en el plató de la película Titanic, en Rosarito México, Milos Twilight recibió una oferta para trabajar como Director en su tierra natal. En 1997, finalmente regresó a la Argentina y comenzó a trabajar para PyP, (que más tarde se convertiría en Endemol) en varios programas de televisión y comerciales de TV, realizando varias tareas de producción, dirección, escritura y edición, trabajando con el legendario Jorge Guinzburg, Martín Kweller, Raúl Fernández, Pato Galvan, Juan Szafran, y el recordado periodista Juan Castro. Durante este periodo, Milos Twilight dirigió programas de TV como “La Biblia y el Calefón”, “Caramelito en Barra”, “Kaos en la Ciudad”, fue colaborador de CNN en español, y hasta dirigió un comercial con Ricky Martin y Salma Hayek.
Gracias al estímulo de Raúl Fernández, Milos se dedicó por completo a escribir y dirigir su primer largometraje llamado "Peligro Nuclear", filmado en 1999 y lanzada comercialmente en 2002. Seguida por "Heroes del Silencio".

### Carrera en Norteamérica
En 2001, Milos Twilight comenzó a trabajar en el desarrollo de la miniserie “Napoleón”, una coproducción internacional con Francia, Inglaterra y Estados Unidos, entre otros países, pero rodada principalmente en Europa. Además de participar como productor ejecutivo, y debido a su conocimiento y experiencia en el lenguaje victoriano y en la historia de la Revolución Francesa, reescribió diálogos específicos para adaptarse a los tiempos, y también le aconsejó sobre el vestuario adecuado, particularmente después del final del Reino del Terror y la Inicio de la era "Sans Culottes". Esta producción, junto con el buen desempeño de sus primeras películas en varios festivales de cine de los EE. UU., Abrió las puertas de América al Sr. Twilight, recibiendo una oferta del legendario productor francés Alain Siritsky, propietario de la franquicia internacional Emmanuelle, y su socio Roger Corman.

### Emmanuelle Tango

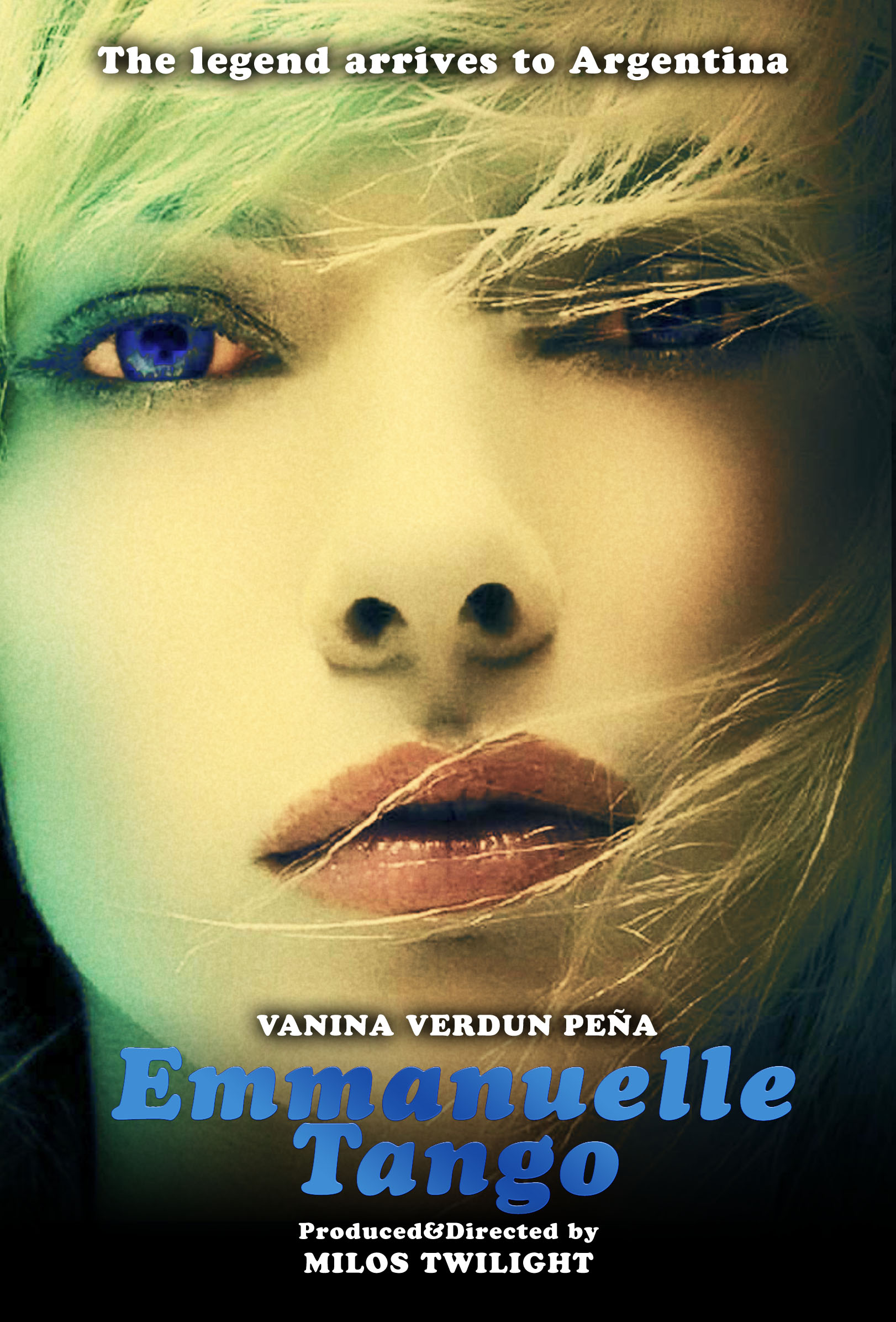
Emmanuelle Tango
Directed by Milos Twilight

Durante el American Film Market de 2004, Alain Siritsky le ofreció a Mr. Twilight la oportunidad de escribir, producir y dirigir la próxima entrega de la serie de películas de Emmanuelle. Teniendo en cuenta un lanzamiento en salas que no se veía desde Emmanuelle 4. De acuerdo a la revista Variety, "La franquicia  'está logrando un cambio de imagen moderno en Argentina con los planes para el primer estreno teatral mundial en una década' . Después de meses de negociaciones, y muy consciente de la agitación política en su tierra natal, Milos Twilight dudó en aceptar. Pero una vez que comenzó a trabajar en el guión, y después de escribir las 5 primeras páginas, se le ocurrió la idea del título adecuado para el proyecto, algo que le atrajo para aceptar finalmente a dirigir la película. El título fue   '" Emmanuelle Tango'  , y Siritsky quedó encantado desde el primer momento en que lo presentó.
Donna White se convirtió en la Productora Ejecutiva y comenzó a preparar sesiones de casting en Argentina, que duraron más de 6 meses, y que atrajeron la atención de las figuras más rutilantes del país.
En 1974, la película original fue una sensación en todo el mundo (hasta la fecha es la película más taquillera en varios países, con Francia a la cabeza), y particularmente en Argentina era aún muy recordada. Miles de jóvenes actrices soñando con convertirse en la nueva Emmanuelle asistiendo a lo que fue probablemente el mayor casting hecho en el país. Vanina Verdun Peña se convirtió en el elegido, y sigue siendo hasta hoy la última actriz nunca para realizar un personaje tan importante para la gran pantalla. La película fue distribuida en los Estados Unidos por la Metro-Goldwyn-Mayer MGM, y por Universal Studios  para el resto del mundo; y permanece como la última película de la franquicia hecha para estreno en salas de cine.
En este artículo de la revista GQ de 2012, el crítico de cine ruso Leonid Alexander nos cuenta cómo esta versión de Emmanuelle ha sido la mejor que se haya hecho, afirmando que   "Milos Twilight se ha convertido en el mas grande nombre de la historia del cine erótico".
La película fue lanzada posteriormente en diferentes formatos de DVD y Blu-Ray en todo el mundo. 2 años después, Milos Twilight se convirtió también en el productor de Emmanuelle Private Collection, en asociación con HBO.

### Aliens Gone Wild

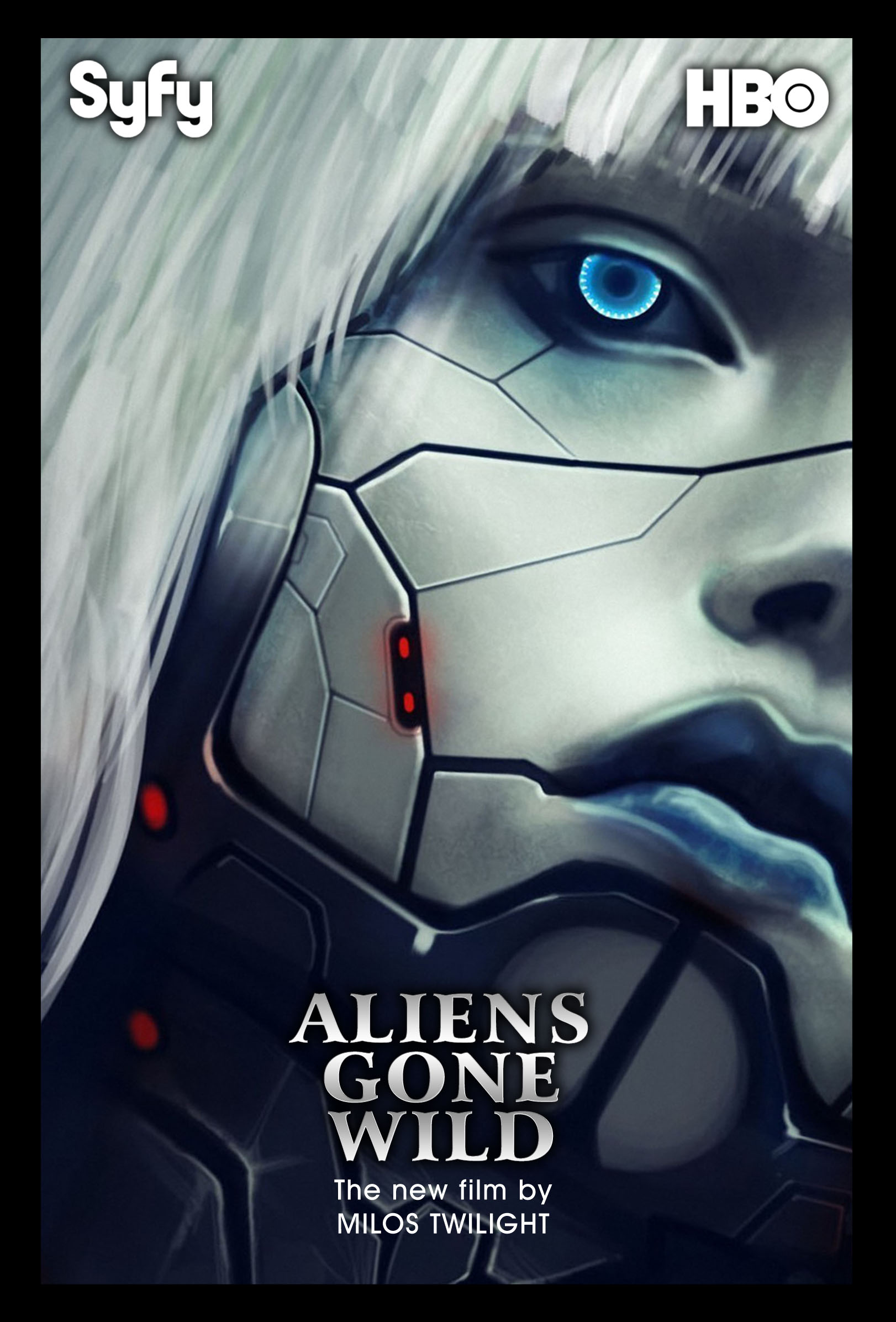
Aliens Gone Wild
Directed by Milos Twilight

En junio de 2006, Milos Twilight comienza a trabajar en una serie de películas para HBO. La primera de ellas, publicada el 4 de julio de 2008, fue “Aliens Gone Wild”, que instantáneamente se ha convertido en una película de culto en todo el mundo. El crítico de cine Vadim Rizov de LA Weekly y Boxoffice Magazine calificaron la película como 'un clásico inmortal'. Estrenada en más de 100 territorios, la película sigue siendo una de las más vistas en la historia de la cadena HBO, con más de 250 repeticiones desde 2008 hasta 2014. Ha estado durante varios años entre las 1000 películas más importantes en el medidor de "IMDb moviemeter", debutando con una posición destacada en el puesto # 400. Una semana después del estreno de la película en HBO, los nombres de los actores principales se convirtieron en el número 1 y el número 3 respectivamente en Google Trends, Lenka Stara. y Alena Novotna. 2 años después del lanzamiento, la primera semana de noviembre de 2010, las búsquedas en Google se dispararon una vez más, colocando a la película en la parte superior de Google Trends, superando el lanzamiento original, demostrando que el "momentum" o ímpetu de la película aún estaba lejos de terminar.
"Aliens Gone Wild" recibió infinitas invitaciones para participar en diferentes festivales de cine de todo el mundo, pero HBO se negó a que esto sucediera.
Según ImdbPro, el 1 de enero de 2017, la película se realizó internacionalmente por $ 27,100,00 en la taquilla.
Después de "Aliens Gone Wild", Milos Twilight produjo y dirigió 8 películas más para HBO. Todas ellas lanzadas entre 2008 y 2011, y algunos de ellas aún se exhiben en Estados Unidos, Europa, Japón y China.
El crítico de cine Christopher Armstead de Film Critics United afirma:'Me quito el sombrero ante el director Milos Twilight, quien también creó esta serie, escribió esta serie y realizó los efectos visuales de esta serie. Un hombre que ahora es mi nuevo héroe personal.'

## Films de Milos Twilight 2008-2011

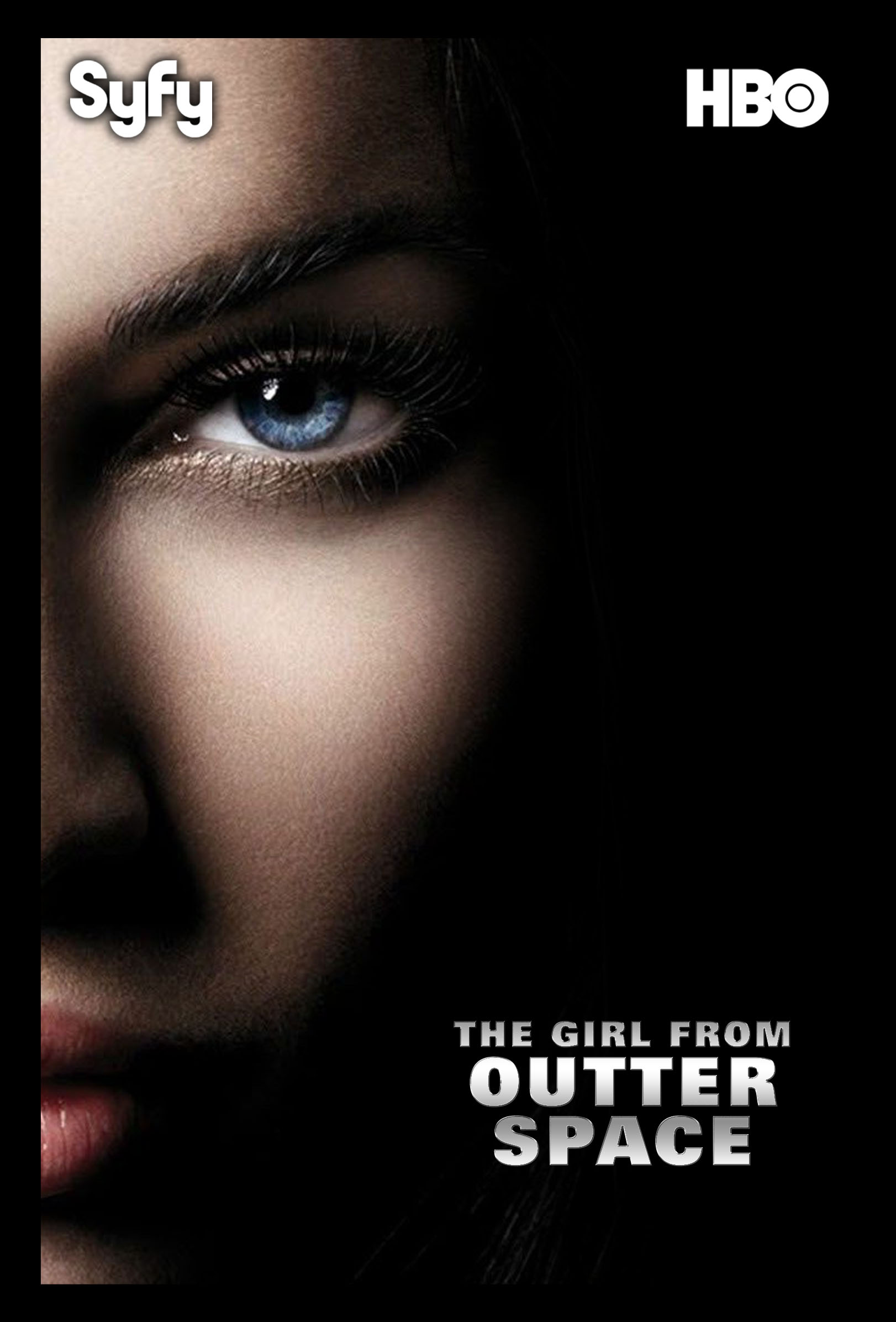
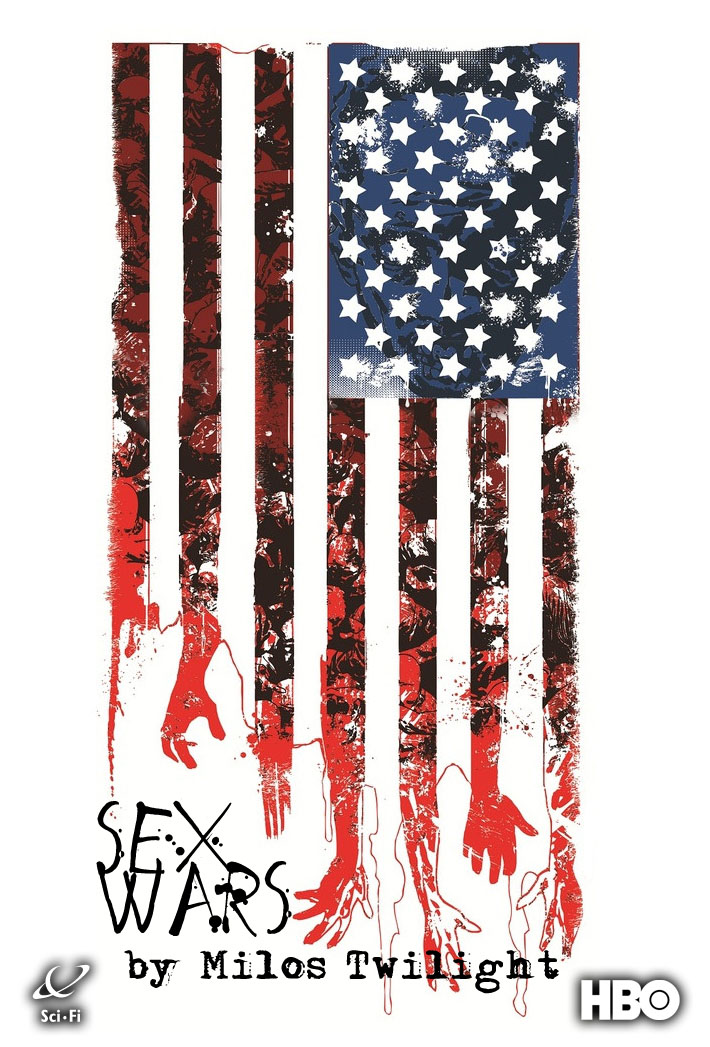
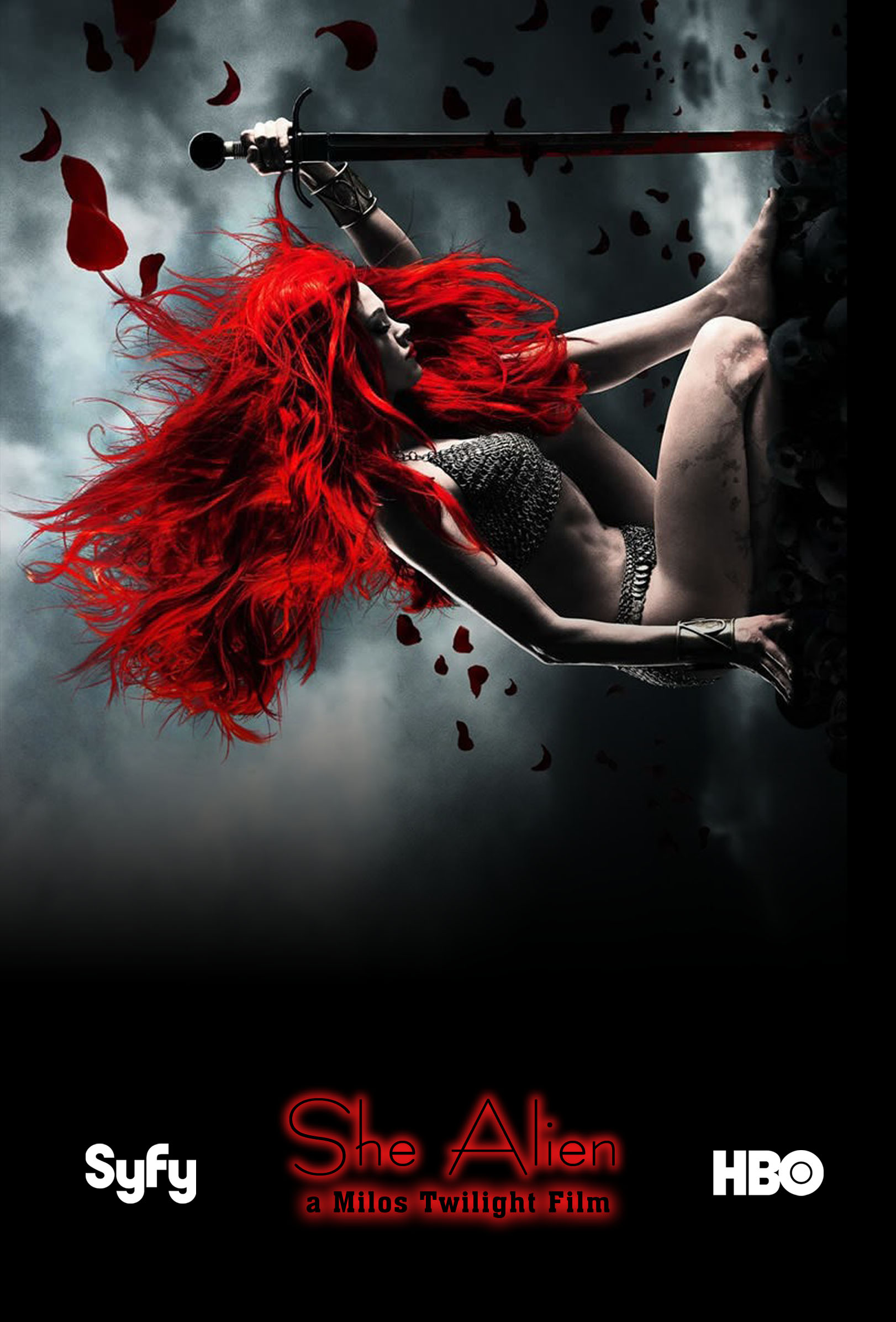
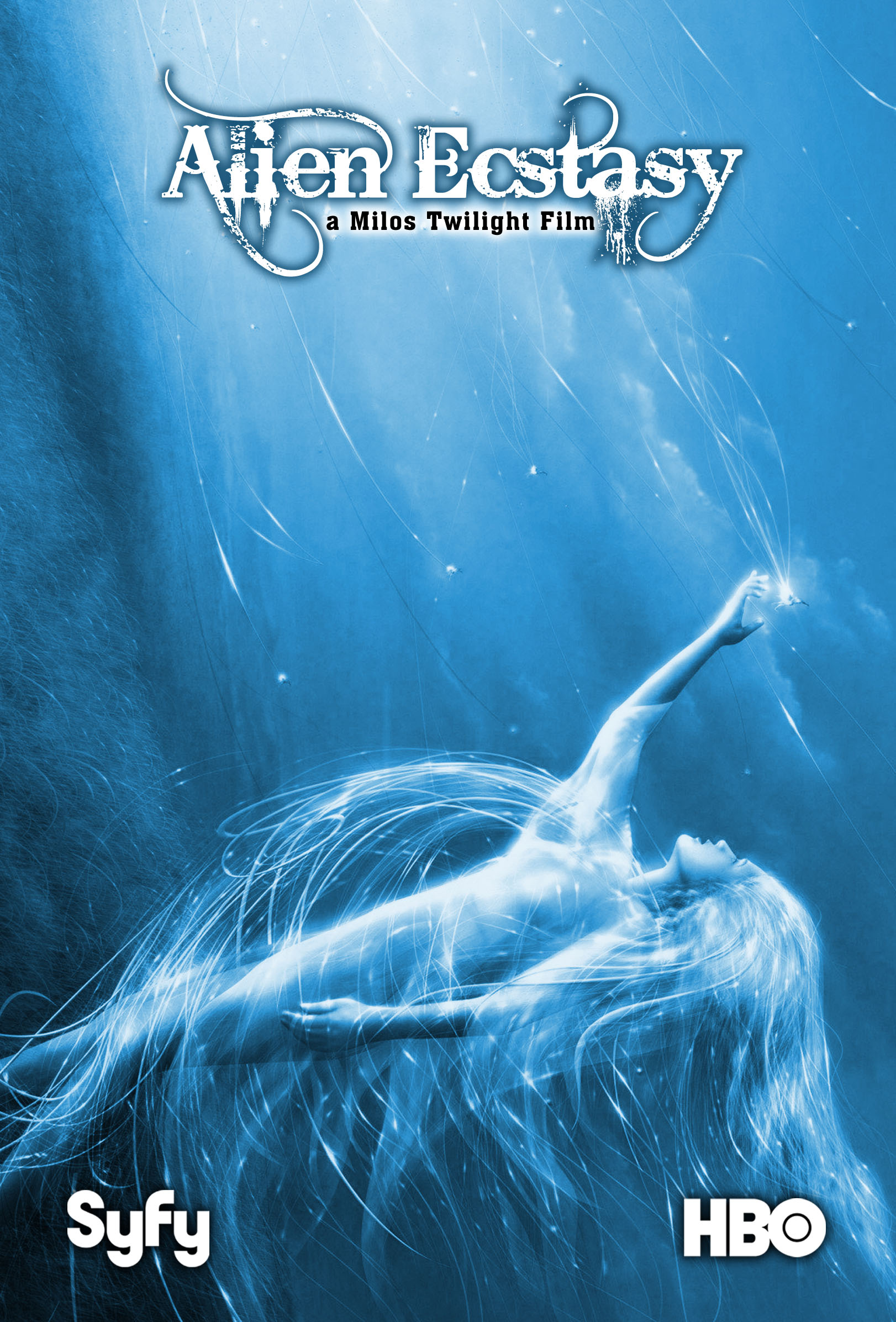
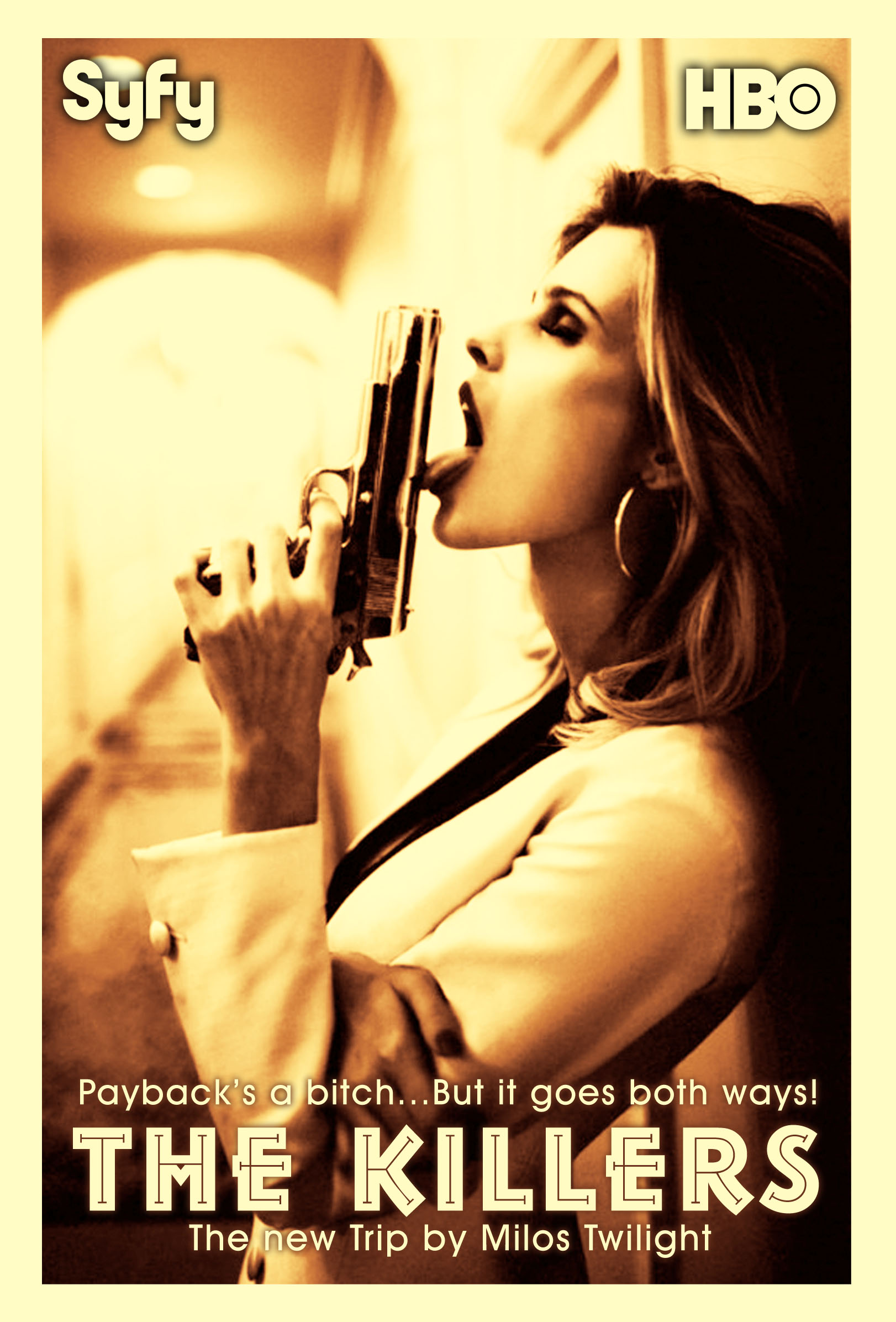

## Gothic Assassins

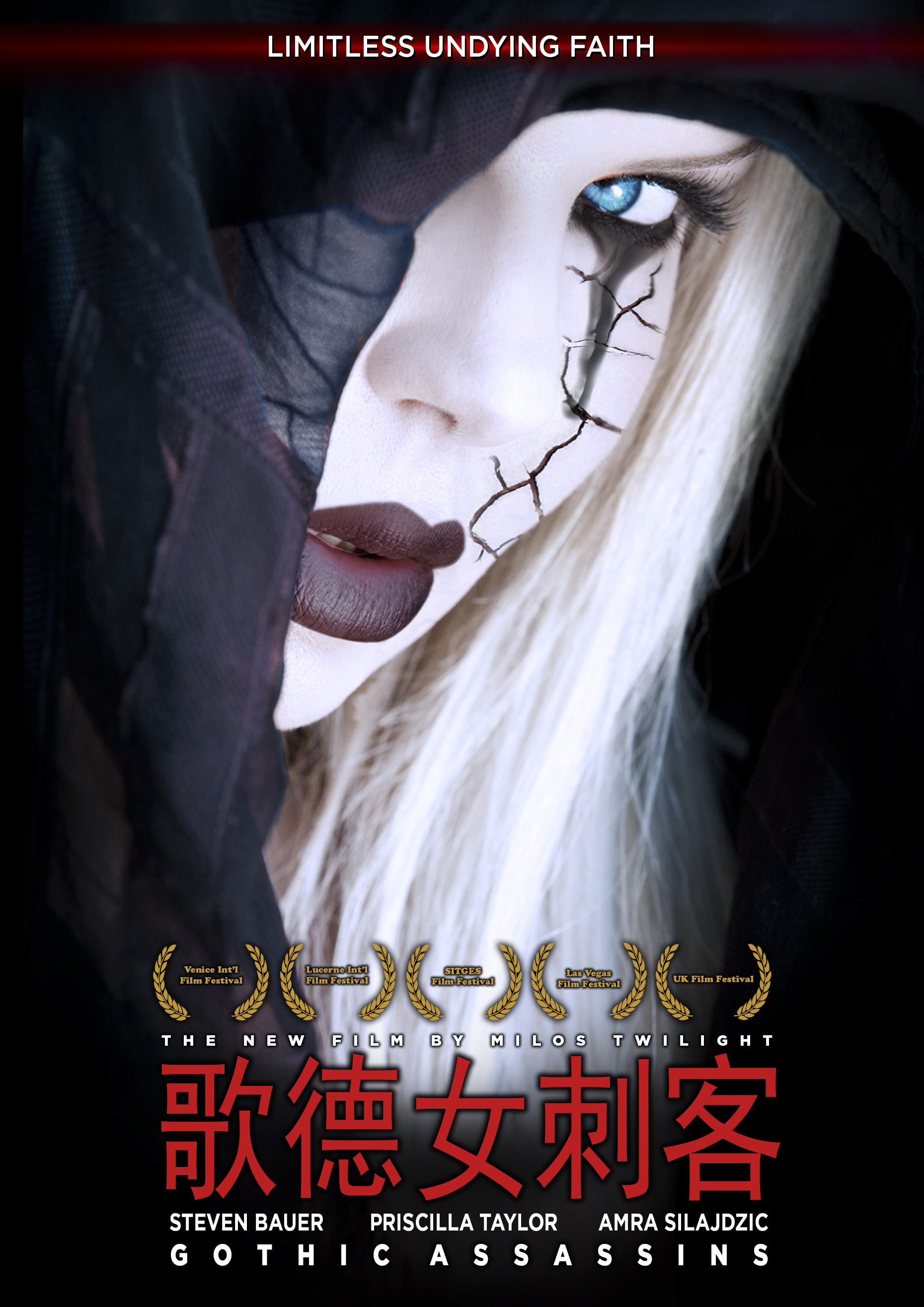
Gothic Assassins
Directed by Milos Twilight

Después de lanzar 9 películas exitosas a través de HBO en los Estados Unidos, y SyFy Channel en Europa, Milos rechazó una oferta para dirigir una miniserie de HBO basada en los personajes creados para “Emmanuelle Tango”. El buscaba desarrollar sus propios proyectos y decidió comenzar con un guion escrito en su juventud, llamado"The Dalhia Knights", que una vez terminada fue lanzada en más de 30 territorios. Esta película se convirtió en una secuela, la mayor película de culto en la comunidad Gótica, llamada "Gothic Assassins", protagonizada por Steven Bauer and Priscilla Taylor, filmada en Los Ángeles, y varias ciudades de Europa. Fue considerada en algunos países entre las mejores películas de ciencia ficción de 2012. La película se ha convertido también en un producto de culto en el mundo subterráneo de China.
La película tuvo una larga trayectoria en festivales de cine de todo el mundo, comenzando con una nominación para estar en competencia en La Mostra Internazionale d'Arte Cinematografica della Biennale di Venezia 2011 (The 68h Venice International Film Festival). La película no se terminó a tiempo y por lo tanto no pudo competir. Sin embargo, una versión 'en progreso' de la película se mostró fuera de competición en la Plaza de San Marco. Una vez que la película estuvo lista, participó en más de 20 festivales de cine de todo el mundo, terminando su recorrido en octubre de 2012 en el International Film Festival of Catalunya, llamado  "Sitges International Film Festival", que es, según la Academy of Motion Picture Arts and Sciences (AMPAS),  'El evento cinematográfico de género más grande del mundo' , donde "Asesinas Góticas" tuvo el honor de ser la película elegida para cerrar el festival. Tambien fue considerado por muchos como una de las mejores películas exhibidas en esa edición del Festival."Gothic Assassins" ganó varios premios, incluyendo Mejor Película, Mejor Director, Mejor actor, Mejor Actriz, Mejor Fotografía, Mejores Efectos Visuales y Mejor Guión, en festivales como Torino, Lucerna, Las Vegas, Boston, Aviñón, Buenos Aires, Atenas y Londres.
La Enciclopedia virtual francesa de películas sitúa a los Gothic Assassins como un Clásico de la cinematografía.
La aclamada revista "Sci-Fi Movies", lanzada por la "Slovenská filmová databáza", coloca al film Gothic Assassins en el puesto 8 en la lista de las mejores películas de ciencia ficción de 2012, superando a grandes éxitos de taquilla como Resident Evil 5, Men in Black 3, Doctor Who, Prometheus, y Antiviral, Entre muchos otros.
Internet Movie Data Base (iMDB) y el Festival de Cine de Sitges colocaron a Gothic Assassins como una de las mejores películas de ciencia ficción de 2012, clasificada en el puesto 14.
Para diciembre de 2012, en varios sitios de internet rusos, Asesinas Góticas se convirtió en el film más buscado y el número uno de las películas más pirateada del año.
"Gothic Assassins" recibió críticas positivas de todos los Jurados de los Festivales de Cine. Es pertinente mencionar el excelente desempeño de Steven Bauer, que lo hizo ganar 6 premios, destacándose por los jurados como una de sus mejores actuaciones desde Scarface.
En 2014, Milos Twilight rechazó una oferta millonaria de parte de los creadores de Assassin's Creed para comprarle el concepto de "Gothic Assassins", aunque realmente las negociaciones informales con Fox surgieron inmediatamente después de la decepción en la taquilla, de la adaptación del videojuego ala pantalla grande.
El póster de la película ha inspirado a toda una generación de películas de ciencia ficción y terror, como "Ghostland".

### Documentales de Tenis

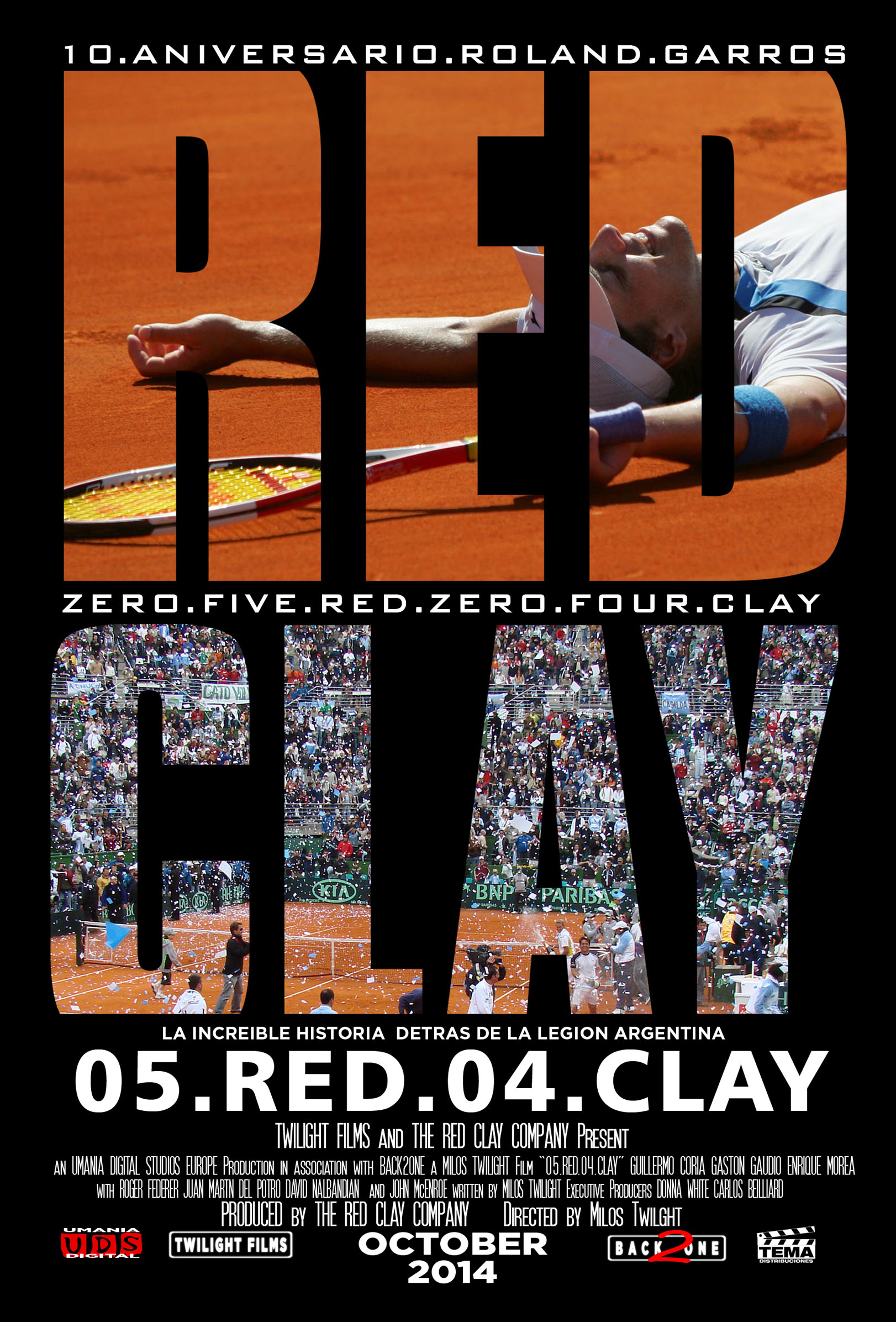
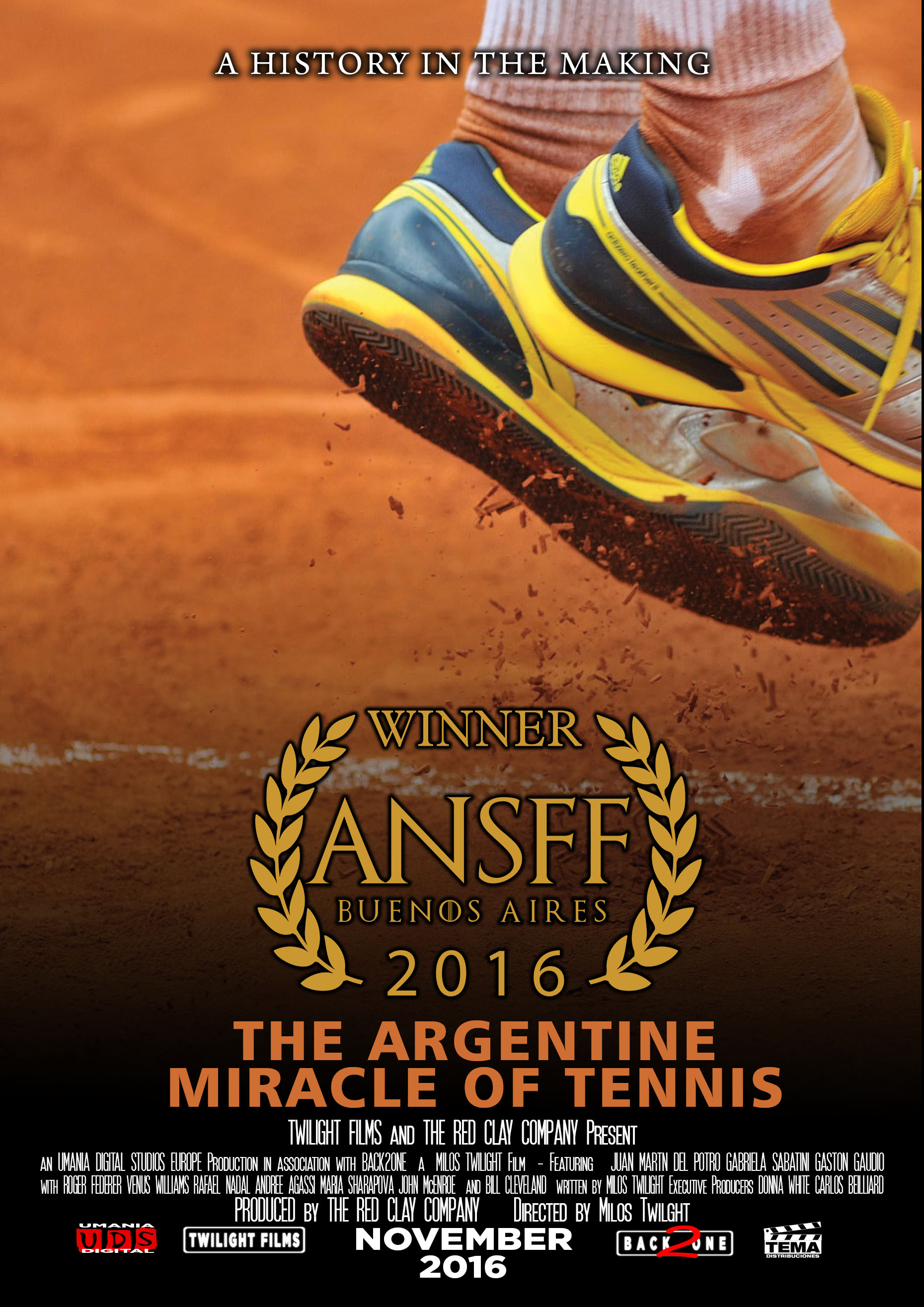
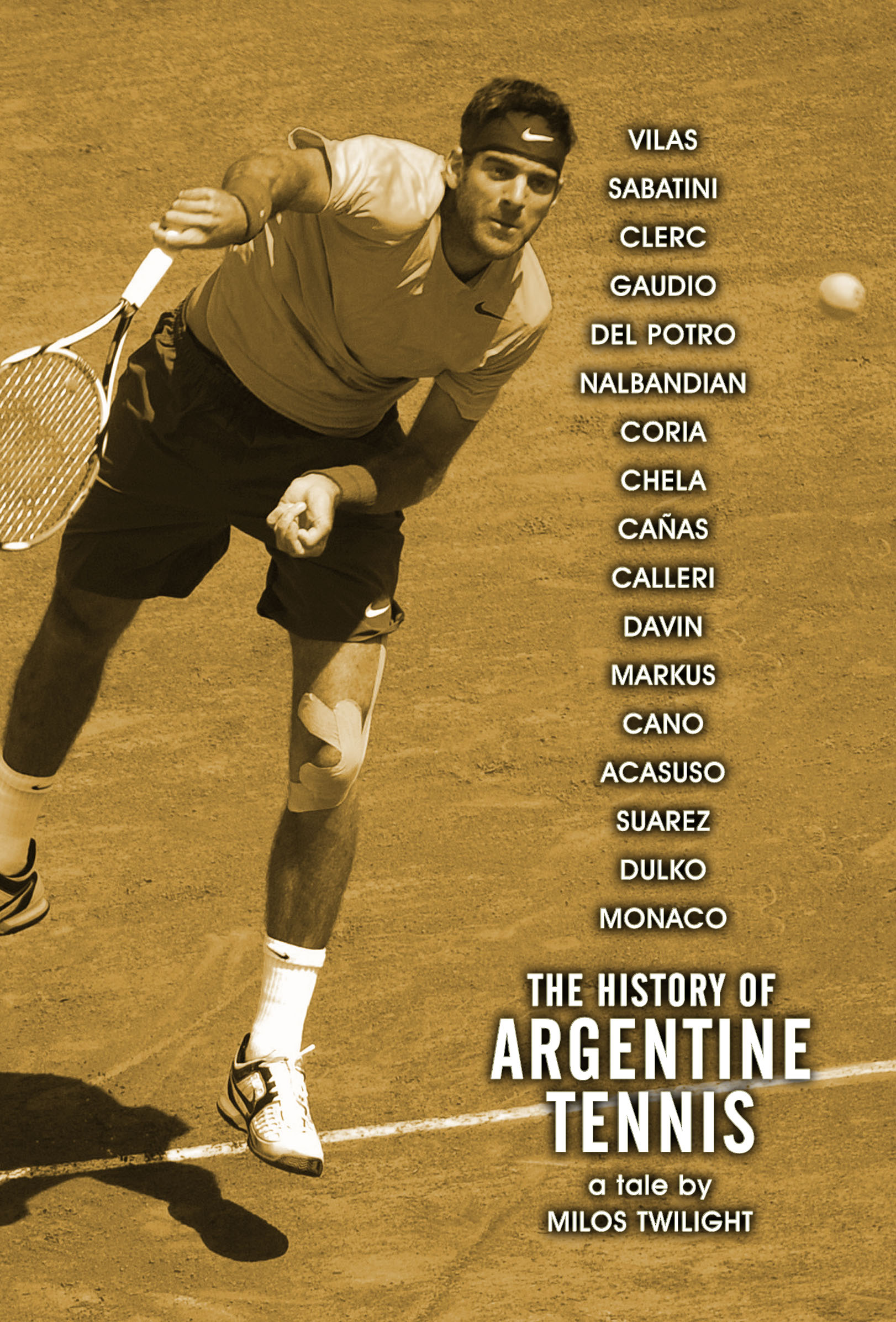
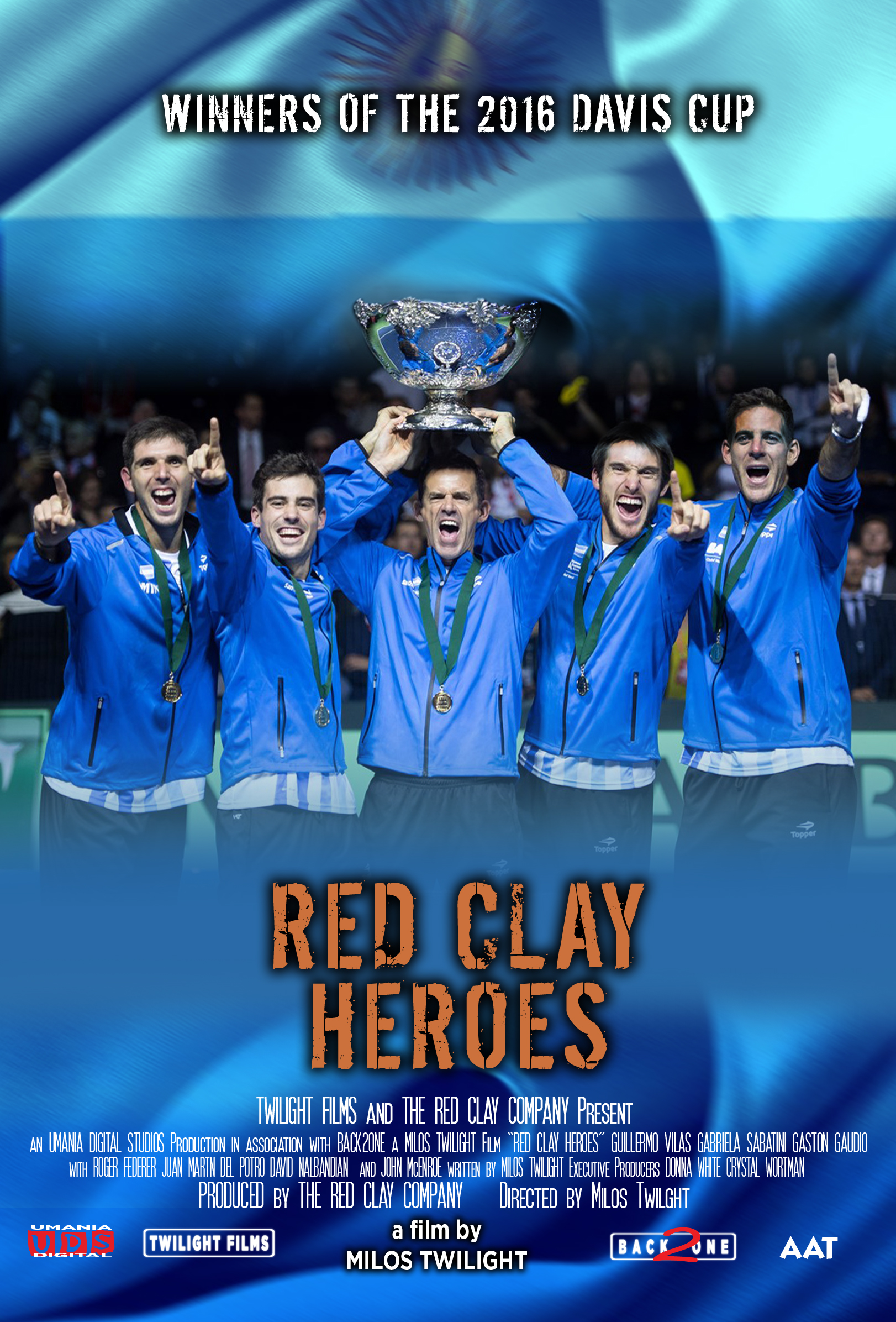
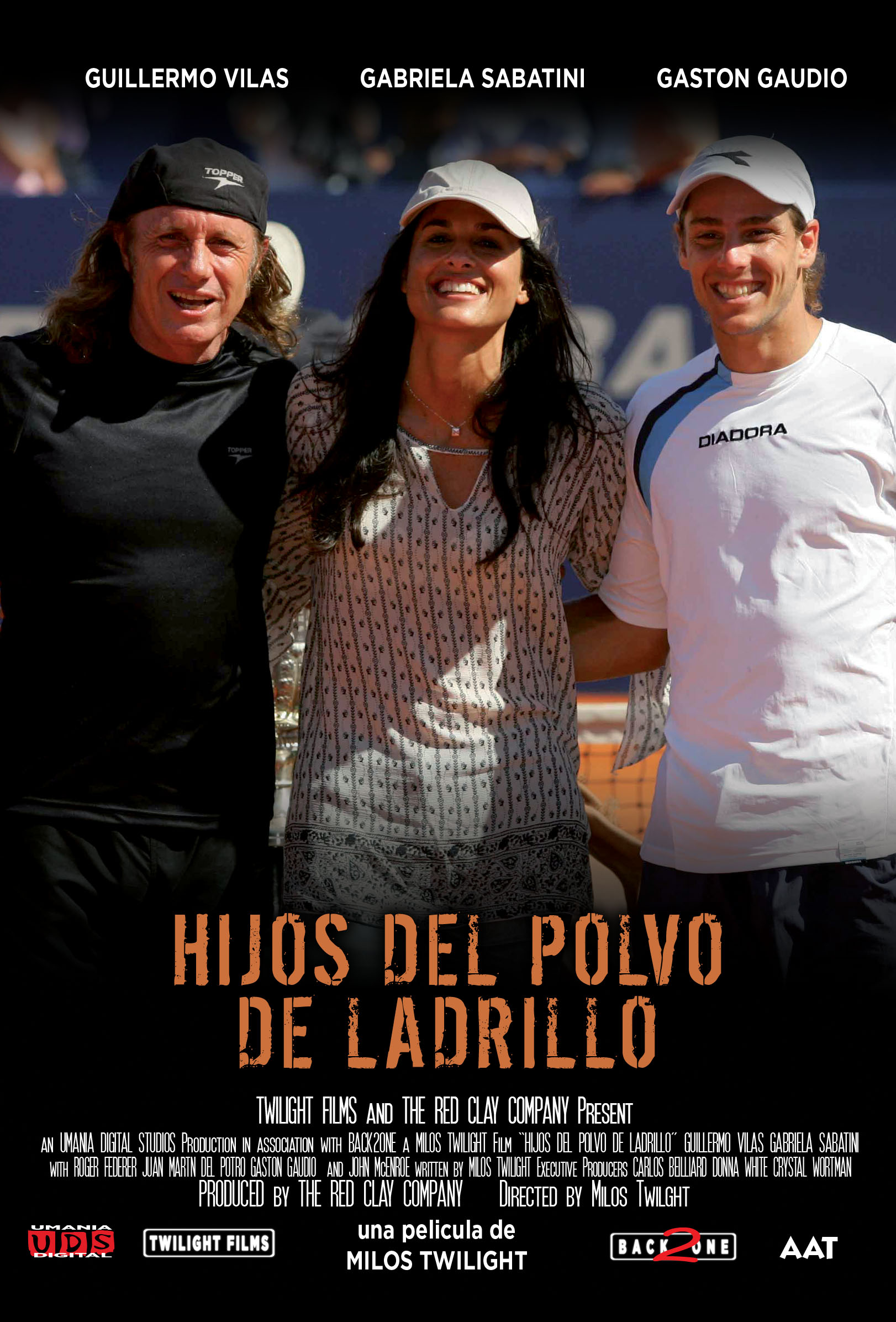

### Frederic Chopin
En 2018, Milos Twilight cambió de rumbo y dedicó su tiempo a desarrollar una serie de proyectos basados en la vida de Frederic Chopin.
Un libro, un documental y un largometraje están siendo producidos.

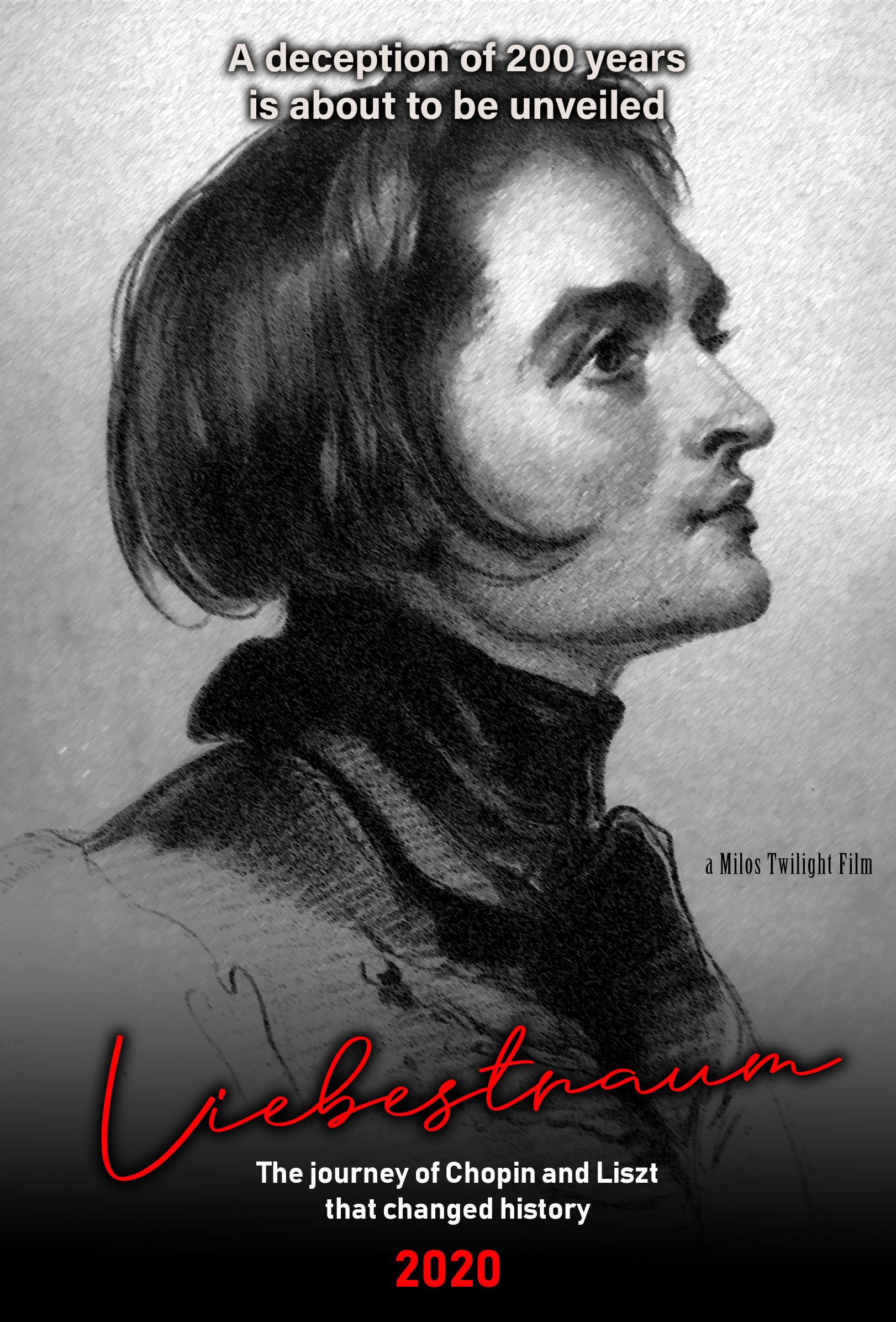
Film Liebestraum, directed by Milos Twilight

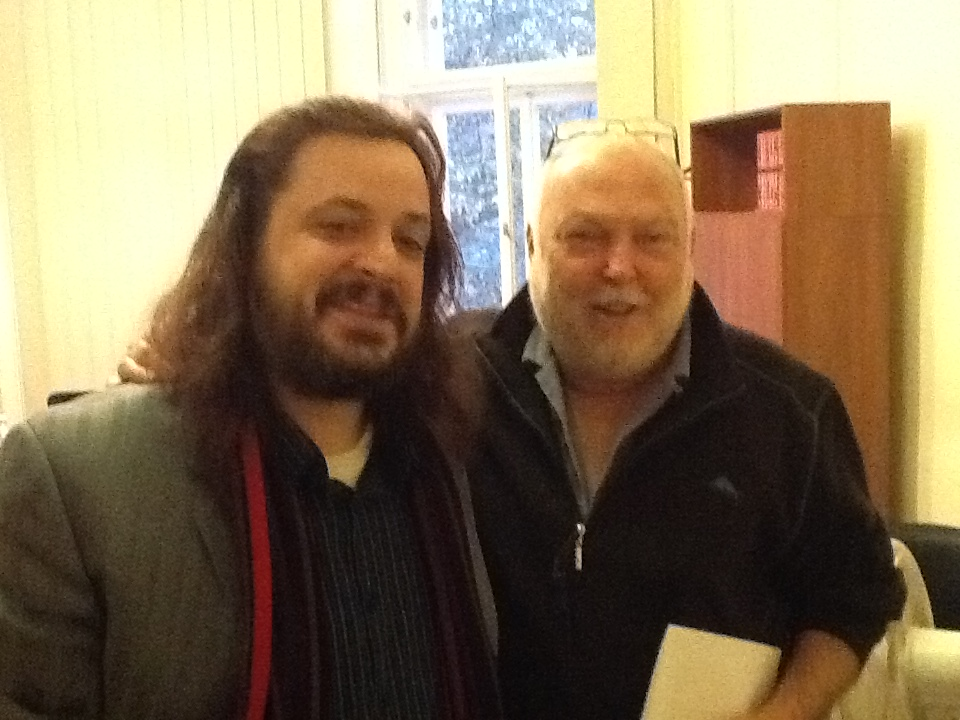
Andre Vajna y Milos Twilight Trabajando en el Proyecto "Chopin"

Resumiendo, un poroto James Cameron al lado del ñato este.